# Чумацький Шлях (срібна монета)
«Чума́цький Шлях» — срібна ювілейна монета номіналом 20 гривень, випущена Національним банком України. Присвячена чумацтву — торгово-візницькому промислу, поширеному в Україні з XVII до середини XIX століть, яке своєрідним побутом і звичаями, багатим фольклором привертало увагу багатьох письменників і художників. Серед них І.Котляревський, Г.Квітка-Основ'яненко, Т.Шевченко, Марко Вовчок, І.Нечуй-Левицький, Панас Мирний, І.Айвазовський, К.Трутовський, С.Васильківський та інші.
Монету введено до обігу 26 жовтня 2007. Вона належить до серії «Українська спадщина».

## Опис та характеристики монети
| Номінал грн. | Метал            | Маса, грам   | Діаметр, мм. | Якість виготовлення | Гурт                 | Тираж, штук |
| ------------ | ---------------- | ------------ | ------------ | ------------------- | -------------------- | ----------- |
| 20           | срібло 925 проби | 62,2 / 67,25 | 50,0         | пруф                | секторальне рифлення | 5 000       |

### Аверс
На аверсі монети в центрі зображено колесо (голограма), навколо якого вогненна спіраль, що символізує галактику. Угорі розміщено малий Державний Герб України, під яким — напис «НАЦІОНАЛЬНИЙ/БАНК/УКРАЇНИ», унизу — номінал «20 ГРИВЕНЬ» і рік карбування монети «2007», а також позначення металу, його проби — «Ag 925», маса в чистоті — «62,2» і логотип Монетного двору Національного банку України.

### Реверс
На реверсі монети на тлі нічного пейзажу зображено жанрову сцену: чумацькі вози, чумака з люлькою та внизу півколом розміщено напис «ЧУМАЦЬКИЙ ШЛЯХ».

## Автори
- Художники:

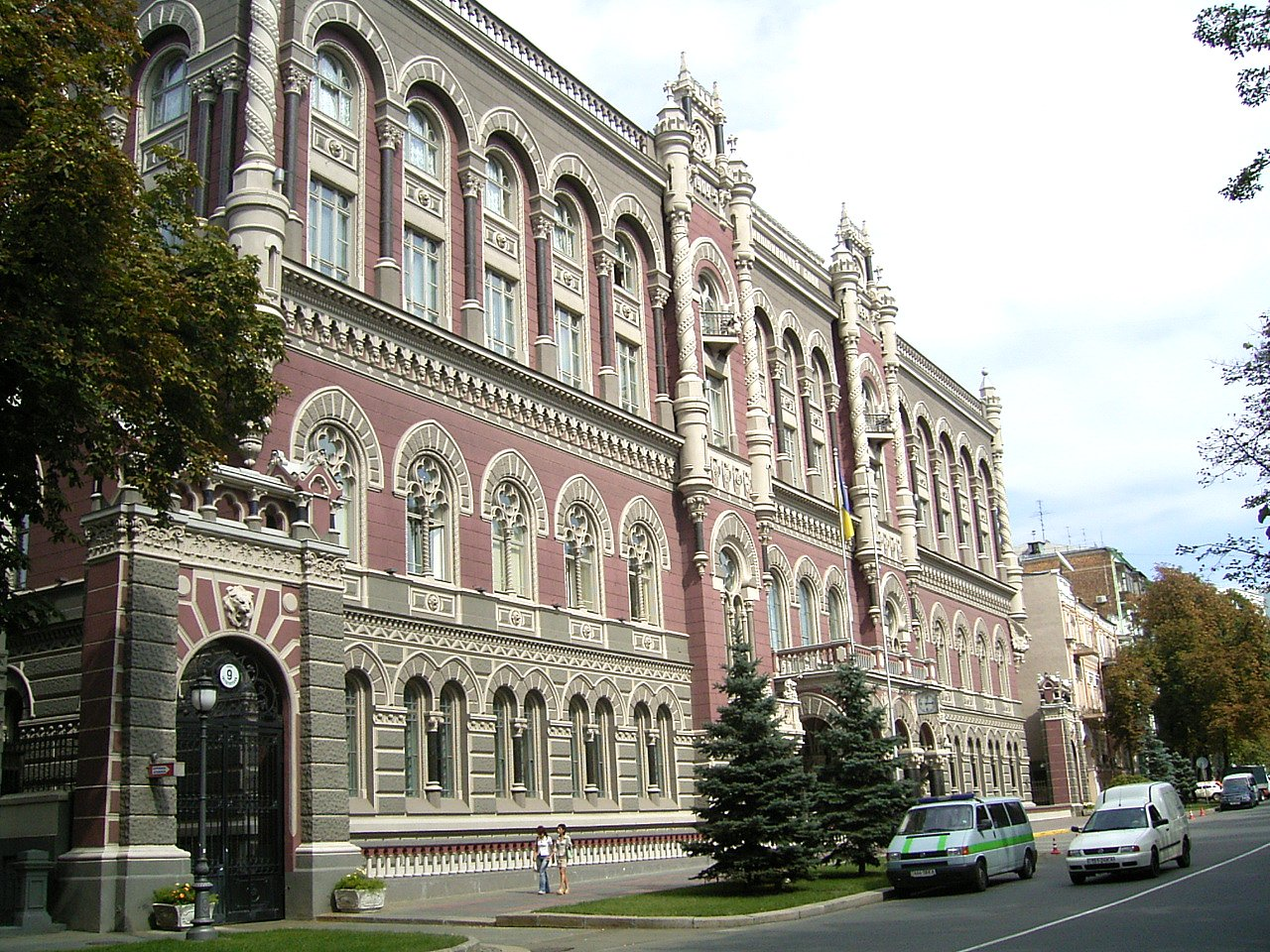
Будівля Національного банку України

  - аверс: Таран Володимир, Харук Олександр, Харук Сергій.
  - реверс — Дем'яненко Анатолій.
- Скульптори: Дем'яненко Анатолій, Дем'яненко Володимир.

## Нагороди
«Найкраща монета року» за 2007 рік.

## Вартість монети
Ціна монети — 1762 гривні, була вказана на сайті Національного банку України 2018 року.
Фактична приблизна вартість монети з роками змінювалася так:
| Рік        | 2010  | 2011  | 2012  | 2013  | 2014  | 2015  | 2016  | 2017  | 2018  | 2019  | 2020  | 2021  | 2022  | 2023  | 2024   |
| ---------- | ----- | ----- | ----- | ----- | ----- | ----- | ----- | ----- | ----- | ----- | ----- | ----- | ----- | ----- | ------ |
| Ціна, грн. | 1 500 | 1 650 | 1 650 | 1 750 | 1 750 | 1 800 | 2 800 | 2 650 | 2 500 | 2 600 | 2 600 | 3 800 | 4 400 | 7 800 | 13 700 |